# Сдобниковский сельсовет
Сдобниковский сельсове́т — упразднённая административно-территориальная единица, существовавшая в составе Фатежского района Курской области до 1954 года.
Административным центром было село Новое Сдобниково.

## География
Располагался на юге района. Являлся самым южным сельсоветом Фатежского района. Главным водотоком сельсовета была река Грязная Рудка.

## История
Образован 14 ноября 1924 года путём объединения Мармыжанского, Новосдобниковского, Соломинского и Старосдобниковского сельсоветов. В 1924—1928 годах входил в состав Алисовской волости Курского уезда. С 1928 года в составе Фатежского района. Упразднён 14 июня 1954 года путём присоединения к Кромскому сельсовету.

## Населённые пункты
| № | Населённый пункт  | Тип населённого пункта |
| - | ----------------- | ---------------------- |
| 1 | Новое Сдобниково  | село, администр. центр |
| 2 | Головачи          | деревня                |
| 3 | Мармыжи           | деревня                |
| 4 | Соломино          | деревня                |
| 5 | Старое Сдобниково | посёлок                |

## Председатели
Список неполный:
- Наумов, Алексей Павлович
- Чиненков, И.
- Широбоков, Н. В.
- Ситников, Михаил Иванович
- Пеньков, Степан Леонтьевич